# Bezpieczeństwo i higiena pracy
Bezpieczeństwo i higiena pracy (BHP) – zbiór zasad dotyczących bezpiecznego i higienicznego wykonywania pracy, a także osobna dziedzina wiedzy zajmująca się kształtowaniem właściwych warunków pracy. W zakresie bhp znajdują się zagadnienia z zakresu ergonomii, medycyny pracy, ekonomiki pracy, psychologii pracy, technicznego bezpieczeństwa i in. Odnosi się do zbioru zasad dotyczących bezpiecznego świadczenia pracy w higienicznych warunkach. Termin bezpieczeństwo jest różnie rozumiany w praktyce i może dotyczyć utrzymywania zagrożenia pod kontrolą, stanu, w którym ryzyko jest na poziomie możliwym do zaakceptowania lub stanu zgodnego z normą przewidzianą dla bezpieczeństwa.

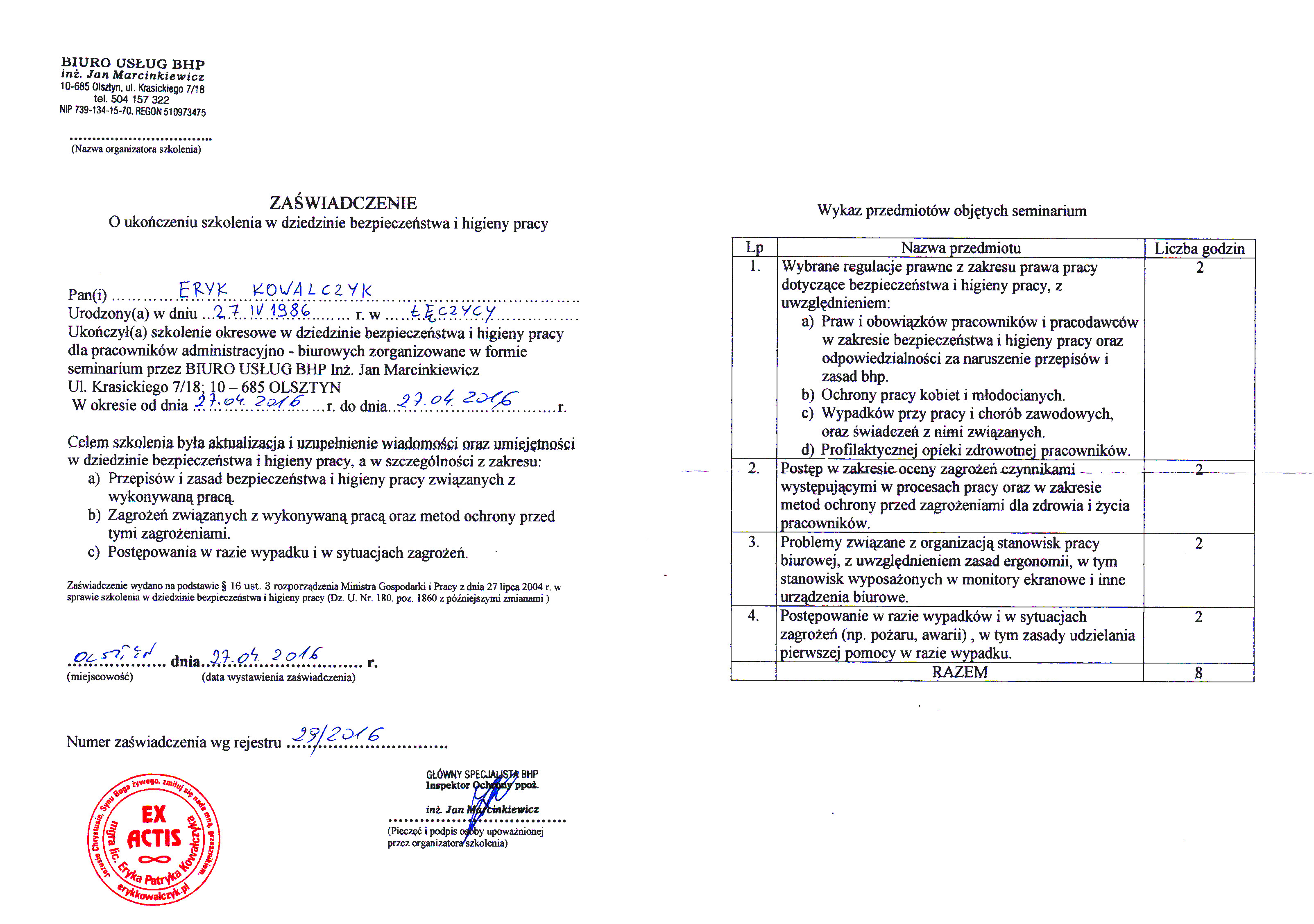
Zaświadczenie o ukończeniu szkolenia w dziedzinie BHP

Na straży przestrzegania przepisów i zasad bhp w polskich zakładach pracy stoi Państwowa Inspekcja Pracy (PIP). Podstawowe wymagania z zakresu prawa pracy, a dotyczące bhp, zawiera Dział X Kodeksu pracy – oraz wiele rozporządzeń, a w tym najważniejsze Rozporządzenie w sprawie ogólnych przepisów bezpieczeństwa i higieny pracy (Dz.U. z 2003 r. nr 169, poz. 1650, z późniejszymi zmianami) oraz Polskie Normy.
Coraz częściej bhp w organizacjach staje się przedmiotem zarządzania podobnie jak zarządzanie jakością według ISO 9001 czy zarządzania środowiskowego według ISO 14001. Stopniowo zmienia się także nazewnictwo – coraz częściej wysoki poziom dbałości organizacji o bhp nazywany jest kulturą bezpieczeństwa.
Dla potrzeb krajowych PKN wydał normę PN-N-18001:2004 Systemy Zarządzania Bezpieczeństwem i Higieną Pracy.
- inspektorem do spraw bezpieczeństwa i higieny pracy może być osoba posiadająca zawód technika bezpieczeństwa i higieny pracy,
- starszym inspektorem do spraw bezpieczeństwa i higieny pracy może być osoba posiadająca:
  - zawód technika bezpieczeństwa i higieny pracy oraz co najmniej 3-letni staż pracy w służbie bhp,
  - wyższe wykształcenie o kierunku lub specjalności w zakresie bezpieczeństwa i higieny pracy albo studia podyplomowe w zakresie bezpieczeństwa i higieny pracy,
- specjalistą do spraw bezpieczeństwa i higieny pracy może być osoba posiadająca wyższe wykształcenie o kierunku lub specjalności w zakresie bezpieczeństwa i higieny pracy albo studia podyplomowe w zakresie bezpieczeństwa i higieny pracy oraz co najmniej 1 rok stażu pracy w służbie bhp,
- starszym specjalistą do spraw bezpieczeństwa i higieny pracy może być osoba posiadająca wyższe wykształcenie o kierunku lub specjalności w zakresie bezpieczeństwa i higieny pracy albo studia podyplomowe w zakresie bezpieczeństwa i higieny pracy oraz co najmniej 3-letni staż pracy w służbie bhp,
- głównym specjalistą do spraw bezpieczeństwa i higieny pracy może być osoba posiadająca wyższe wykształcenie o kierunku lub specjalności w zakresie bezpieczeństwa i higieny pracy albo studia podyplomowe w zakresie bezpieczeństwa i higieny pracy oraz co najmniej 5-letni staż pracy w służbie bhp.

Ponadto, jak wynika z przepisów przedmiotowego rozporządzenia, w przypadku, o którym mowa w art. 237¹¹ § 2 Kodeksu pracy, pracodawca może powierzyć wykonywanie zadań służby bhp specjalistom spoza zakładu pracy, którzy spełniają co najmniej wymagania określone powyżej pkt. 3, lub osobie, która była zatrudniona na stanowisku inspektora pracy w Państwowej Inspekcji Pracy przez okres co najmniej 8 lat.
Na drodze rozporządzeń osoby niespełniające kwalifikacji zachowują prawo wykonywania zawodu przez 8 lat, licząc od dnia wejścia rozporządzenia. Zatem osoby zatrudnione w służbie bhp przed 1 lipca 2005 r. i niespełniające wyżej wymienionych wymagań kwalifikacyjnych, zachowują prawo do zatrudnienia w służbie bhp i wykonywania zadań do 30 czerwca 2013 r. Po tym okresie nadal zachowują swoje uprawnienia, gwarantuje to Art. 10. § 1. Każdy ma prawo do swobodnie wybranej pracy. Nikomu, z wyjątkiem przypadków określonych w ustawie, nie można zabronić wykonywania zawodu.

## Świadczenia związane z bezpieczeństwem i higieną pracy

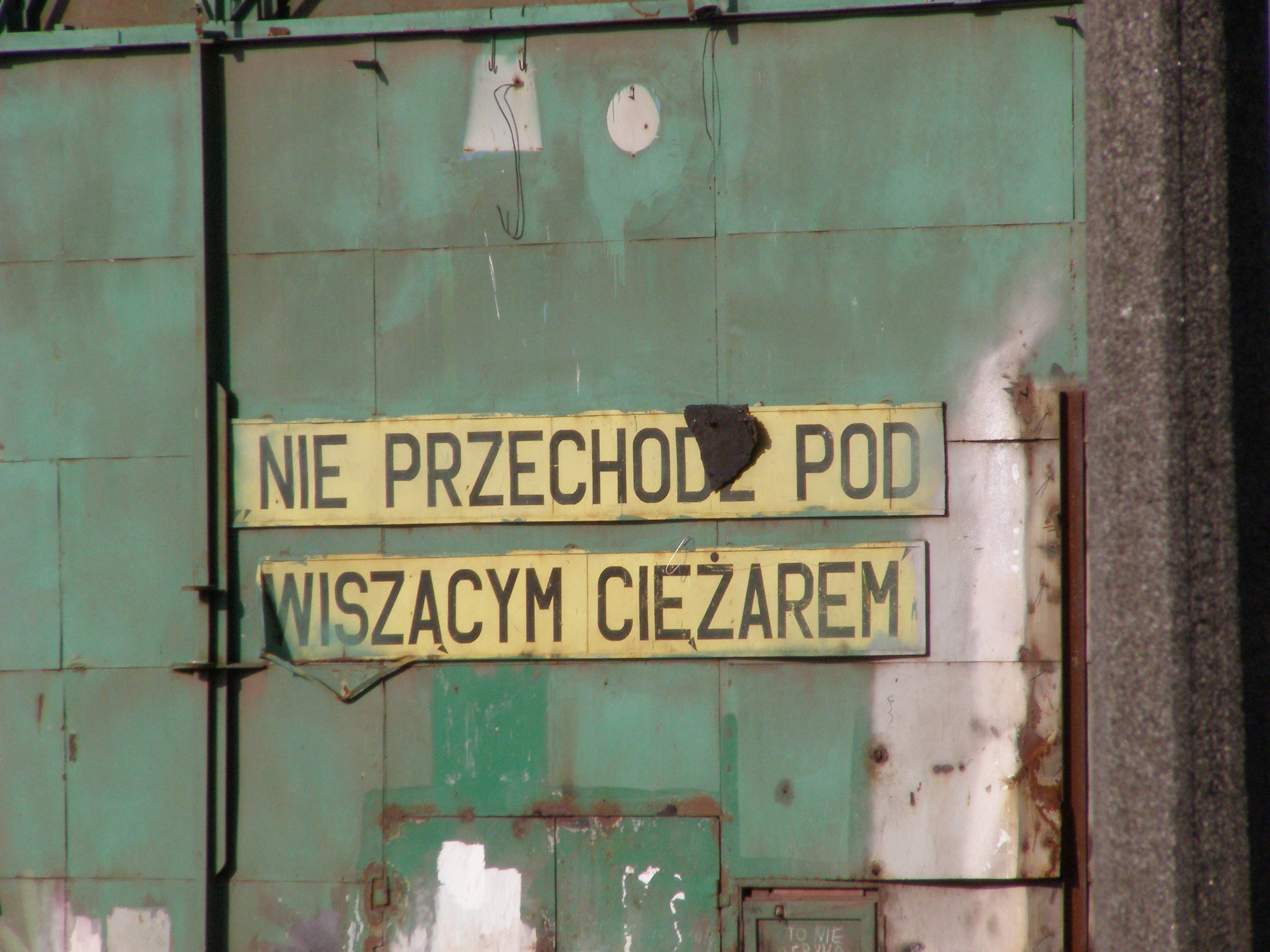
Ostrzeżenie dotyczące wykonywania pracy na terenie zakładu pracy

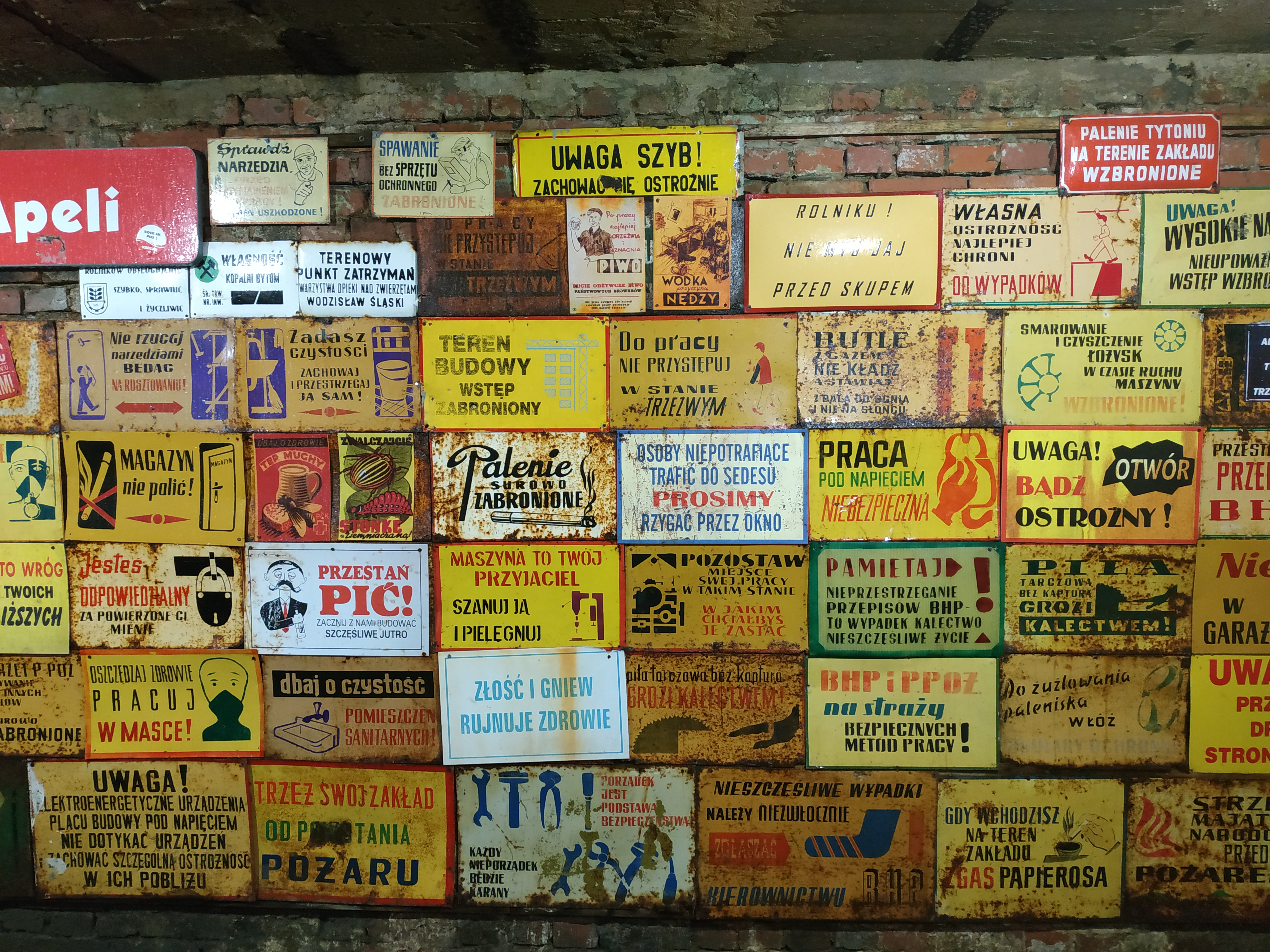
Zbiór różnych tablic ostrzegawczych BHP

Pracodawcy, jak i pracownicy mają wobec siebie liczne obowiązki. Podstawowym obowiązkiem pracodawcy jest zapewnienie bezpiecznych i higienicznych warunków pracy oraz dostarczenie środków ochrony, zapewniających pracownikom ochronę ich życia i zdrowia w środowisku pracy. Środki ochrony konieczne są w momencie, w którym nie ma możliwości neutralizacji szkodliwości środowiska pracy w sposób ogólniejszy. Świadczenia związane z bhp dzielimy na:
- środki ochrony indywidualnej bądź zbiorowej – rozumiane jako odzież ochronna lub/i środki ochrony wszystkich części ciała. Ich przeznaczeniem jest ochrona przed szkodliwymi czynnikami występującymi w środowisku pracy. O ich przeznaczeniu, czasie użyteczności, dostosowaniu do stanowiska i rodzaju pracy decyduje pracodawca w porozumieniu z organizacją związkową zgodnie z wymaganiami higienicznymi i sanitarnymi. Środki ochrony stanowią własność pracodawcy, który ma obowiązek poinformować pracowników o ich przeznaczeniu i metodach posługiwania się.
- Odzież i obuwie robocze – pracodawca ma obowiązek je zapewnić, gdy istnieje ryzyko zabrudzenia lub zniszczenia odzieży czy obuwia własnego pracowników lub gdy istnieją ku temu przesłanki sanitarne, technologiczne albo bhp.

- Konserwacja środków ochrony oraz odzieży roboczej – pracodawca zobowiązany jest do prania, odpylania, odplamiania, odkażania i konserwacji środków ochrony indywidualnej bądź zbiorowej oraz odzieży roboczej i obuwia zgodnie z zasadami sanitarnymi i higienicznymi.

- Ekwiwalenty pieniężne z tytułu odzieży i obuwia roboczego lub ich konserwacji – w przypadku, gdy pracodawca wskaże stanowiska, na których dozwolona jest odzież własna, spełniająca zasady bhp. Ekwiwalent pieniężny przysługuje również w przypadku zlecenia konserwacji odzieży lub obuwia roboczego pracownikowi, musi to natomiast nastąpić za porozumieniem stron.
- Szkolenia w dziedzinie bhp – zarówno pracodawca, jak i pracownik są ustawowo zobowiązani do znajomości przepisów bhp i ich stosowania. Pracownik bez przeszkolenia nie może być dopuszczony do pracy, pracodawca ma obowiązek takie szkolenie mu zapewnić.
- Środki higieny – pracodawca zobowiązany jest zapewnić pracownikom dostęp do środków czystości niezbędnych do utrzymania higieny osobistej. Ma również obowiązek zapewnienia pracownikom systemu oraz środków pierwszej pomocy.
- Ochrona zdrowia – pracodawca zobligowany jest do minimalizowania niebezpieczeństw dla zdrowia i życia pracowników w środowisku pracy oraz badania tych zagrożeń, na bieżąco informując o nich pracowników.
- Badania lekarskie – każdy pracownik podlega badaniom lekarskim, wykonywanym wstępnie lub okresowo (również w przypadku absencji powyżej 30 dni).